# Ruba
För släktet av tvåvingar Ruba, se Ruba (tvåvingar)
Ruba, (tidigare Reņģe, tyska: Ringen) är en småort i distriktet Saldus i södra Lettland, vid gränsen till Litauen. Den ligger vid järnvägslinjen mellan Jelgava och Litauen, där den korsar gränsfloden Vadakste.
Ruba började utvecklas runt 1897, då Reņģes (tyska Ringen ) herrgård lät bebygga tomter vid järnvägslinjen. Herrgården, som uppfördes 1881-82 i fransk barockstil för den friherrliga släkten von Nolcken, är numera ortens grundskola.